# 伊林佩亞河
伊林佩亞河是俄羅斯的河流，屬於下通古斯河的左支流，由克拉斯諾亞爾斯克邊疆區負責管轄，河道全長611公里，流域面積17,400平方公里，發源自中西伯利亞高原，每年十月至翌年五月結冰。